# Cantó de Chambéry-Sud
El cantó de Chambéry-Sud és un cantó francès del departament de la Savoia, situat al districte de Chambéry. Compta amb part del municipi de Chambéry.

## Municipis
- Chambéry (part sud)

## Història
| Data d'elecció | Identitat         | Partit                          | Qualitat |  |
| -------------- | ----------------- | ------------------------------- | --- |  |
| 1949-1961      | Paul Chevallier   | Rad.                            | Senador (1952-1968) Alcalde de Chambéry (1947-1959)                                                                  |  |
| 1961-1973      | Jean Blanc        | MRP després CDP després UDF-CDS | Senador (1968-1995) Alcalde de La Ravoire (1953-2001)                                                                |  |
| 1976-1986      | Pierre Dumas      | RPR                             | Alcalde de Chambéry (1959-1977 i 1983-1989) Senador (1986-1995) Antic diputat (1958-1973) Antic ministre (1962-1969) |  |
| 1986-2008      | Jean Bollon       | UDF                             | Primer adjunt a l'alcalde de Chambéry de 1983 a 1989                                                                 |  |
| 2008-en curs   | Nicole Guilhaudin | Les Verts-EÉ                    | Adjunt a l'alcalde de Chambéry                                                                                       |  |

## Demografia
| 1882                                                  | 1926 | 1962 | 1968 | 1975 | 1982 | 1990   | 1999   | 2006   |
| ?                                                     | ?    | ?    | ?    | ?    | ?    | 11.865 | 13.045 | 13.535 |
| ----------------------------------------------------- | ---- | ---- | ---- | ---- | ---- | ------ | ------ | ------ |
| <smallA partir de 1990: Població sense dobles comptes |      |      |      |      |      |        |        |        |